# Commentarii de bello Gallico

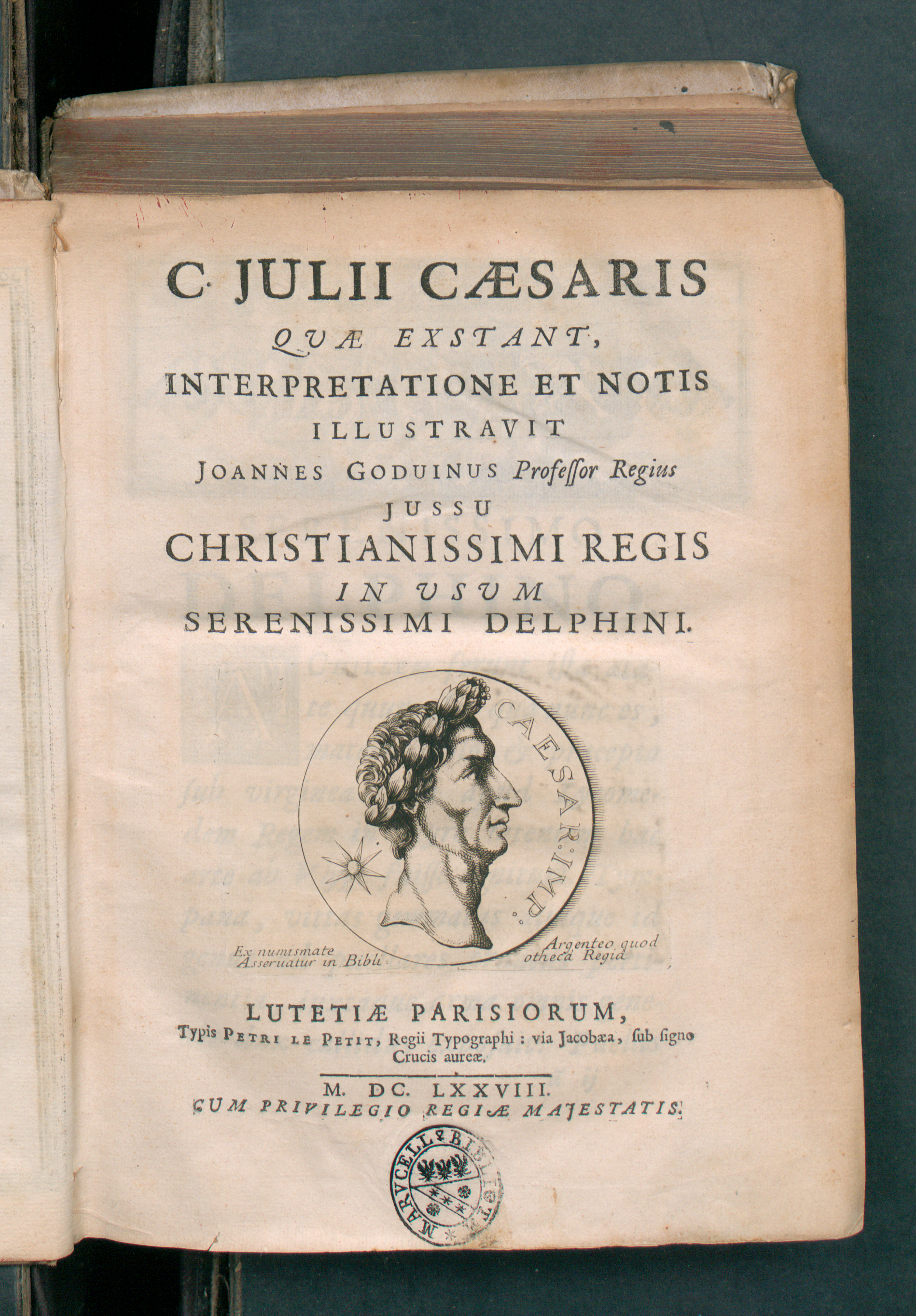
C. Iulii Caesaris quae extant, 1678

A Commentarii de bello Gallico (latinul, jelentése: Feljegyzések a gall háborúról, magyarul A gall háború néven vált ismertté) latin nyelvű mű, amelyet Caius Iulius Caesar írt harmadik személyben galliai tevékenységéről, illetve annak összefüggéseiről – elsősorban a tevékenységével kapcsolatos heves otthoni ellenérzésekre válaszul. A könyv legkorábbi magyar kiadásai megtartották az eredeti latin címet, de a 20. századi kiadások már „A gall háború”, „Feljegyzések a gall háborúról” vagy „Julius Caesar feljegyzései a gall háborúról” címen jelentek meg.
A könyvben Caesar leírja a kilenc évig tartó galliai működése csatáit, illetve politikai manővereit, amelyek lehetővé tették, hogy meghódítsa és a Római Birodalom részévé tegye Galliát. A műben „Gallia” alatt Caesar időnként az egész gall tartományt érti, azaz a Provincia Narbonensis (a mai Provence) kivételével a mai Franciaország, Belgium és Svájc egy részét. Más esetekben csak a kelta törzsek által elfoglalt területre utal a kifejezés, ami a La Manche-csatornától Lugdunumig (Lyon) terjedt.

## Tartalma
A mű nyolc könyvre van felosztva (a nyolcadik szerzője Aulus Hirtius). Az első könyv nagy részben a Kr. e. 58-ban folytatott helvéciai háborúval foglalkozik, amit Caesar a Helvetii törzs ellen folytatott. A törzs , illetve törzsszövetség népessége akkoriban kb. 300 000 fő lehetett és a túlnépesedési problémák miatt erőszakkal próbáltak az Alpokban fekvő szállásterületükről Gallián át az atlanti partvidékre áttelepülni. Ezt csak a római kézen lévő Provence-on vagy a Rómával szövetségben álló törzsek szállásterületén keresztül tudták volna végrehajtani, és Caesar (mint Gallia Transalpina kormányzója) jelezte, hogy nem ad erre engedélyt. A Helvetii törzs ekkor a rómaiak ellen fordult és időlegesen kiszorították a rómaiakat Gallia Transalpinából-ból. A többi könyv a kelta Veneti és Aquitani, a breton valamint a germán törzsek elleni küzdelmeket, a Brit-szigetek elfoglalását, a gall felkelést (VII, 4) és Vercingetorix-nak az alesiai csatában elszenvedett végső vereségét (VII, 89) írja le.
A római hadviselés jellegzetességei miatt a hadjáratok minden évben késő nyáron, a katonák élelmezéséhez szükséges gabona begyűjtésével és raktározásával, valamint a római erődítmények építésével kezdődtek. A hadjárat végét a téli időjárás beállta jelentette, amikor Caesar visszatért a Sequani törzs területén található téli főhadiszállására. Caesar irányítása alatt számos római légió küzdött, a hadjárat egyes szakaszaiban ezek száma akár nyolc is lehetett.
A rómaiakkal szemben az egyes kelta törzsek (gyakran időleges) szövetséges serege állt, amely (legalábbis Caesar kijelentései szerint) kb. 100 000 főt számlált. A kelta ellenállást nehezítette a törzsek és vezetőik közötti rivalizálás, illetve Caesar ügyes politikája, amellyel időnként maga mellé tudta állítani az egyes törzseket. A legtöbb hadjárat a kelta erődítmények elesésével vagy a kelták csatavesztésével zárult, amelynek során a római lovasság legázolta a menekülőket, gyakran a nőket és gyermekeket sem kímélve. Amennyiben a törzs nem adta meg magát és nem vállalta a római fennhatóságot, a túlélőket azonnal rabságba vetették: az Atuatuci törzs leigázása során mintegy 5000 fő veszítette életét, és a kb. 43 000 fő túlélőt Caesar azonnal eladta rabszolgának.
A gall hadjárat második évében a legtöbb ellenséges törzset Caesar legyőzte és Gallia nagy része a rómaiak uralma alatt volt. A hadjáratnak ebben a szakaszában már egyik törzs sem volt képes arra, hogy Rómát vagy valamelyik római provinciát fenyegesse, és Caesar ellenfelei ezt kihasználva a sereg feloszlatását követelték. A könyv részben a kritikákra adott válaszul is született, hogy megmagyarázza Róma történelmének egyik legköltségesebb hadjáratát. A Caesar által adott magyarázatok sok esetben a hihetőség határán vannak, hiszen például a Brit-szigetek meghódítására az volt az indoka, hogy amikor Gallia északnyugati részében harcolt, a helyieket a Brit-szigetekről érkező zsoldosok támogatták (akik feltehetően rokonai voltak a gall törzseknek).

## A könyv irodalmi és oktatási jelentősége
A könyv eredeti nyelvezetét a klasszikus latin egyik legszebb példájának tartják, és általában a latin nyelvet tanulók egyik első példaszövege, ahogyan Xenophón Anabaszisz c. műve is alapmű a klasszikus görögöt tanulmányozóknak.
Amennyiben az olvasó eltekint a mű „kötelező olvasmány” jellegétől, észrevehető a fogalmazás tisztasága és a letisztult prózai stílus, ami egyszerre egyszerű és elegáns, csak a lényeges elemeket tartalmazza és mentes a retorikai elemektől. Majdnem krónikai az események leírásában, de annál sokkal több tényt és leírást tartalmaz a Caesar által meghódított népekről és az általuk lakott területekről, szokásaikról.
A könyv másik nagy erénye, hogy számos, meglehetősen megbízható földrajzi és történelmi adatot közöl, amelyek általában elsőkézből származó információkon alapul. Caesar leírta például a kelta törzsek viseletét (VI, 13) és vallását (VI, 17), összehasonlította a kelta és germán törzseket (VI, 24), valamint személyes megfigyeléseket is közölt, mint például a germánok érdektelenségét a mezőgazdasággal kapcsolatban (VI, 22).

## Vorenus és Pullo
Az ötödik könyv 44 fejezete (V, 44) név szerint említi Lucius Vorenust és Titus Pullót, két római centuriót a XI légióból.
Vorenus és Pullo lettek a főszereplői az HBO és a BBC közreműködésében forgatott „Róma” c. televíziós sorozatnak, amely Caesar életét és bukását kísérte nyomon. Ray Stevenson játszotta Pullót, és Kevin McKidd Vorenust.

## Magyarul
- Caius Iulius Caesar: A gall háború; kieg. Aulus Hirtius Pansa, ford. Szepessy Tibor, jegyz. Boronkay Iván; Európa, Bp., 1964